# Shen Duo
Shen Duo, född 9 juni 1997, är en kinesisk simmare. 
Duo tävlade i fem grenar (100 meter frisim, 200 meter frisim, 4 x 100 meter frisim, 4 x 200 meter frisim och 4 x 100 meter medley) för Kina vid olympiska sommarspelen 2016 i Rio de Janeiro.